# Arceuthobium oxycedri
Arceuthobium oxycedri là một loài thực vật có hoa trong họ Santalaceae. Loài này được (DC.) M.Bieb. mô tả khoa học đầu tiên năm 1819.

## Hình ảnh

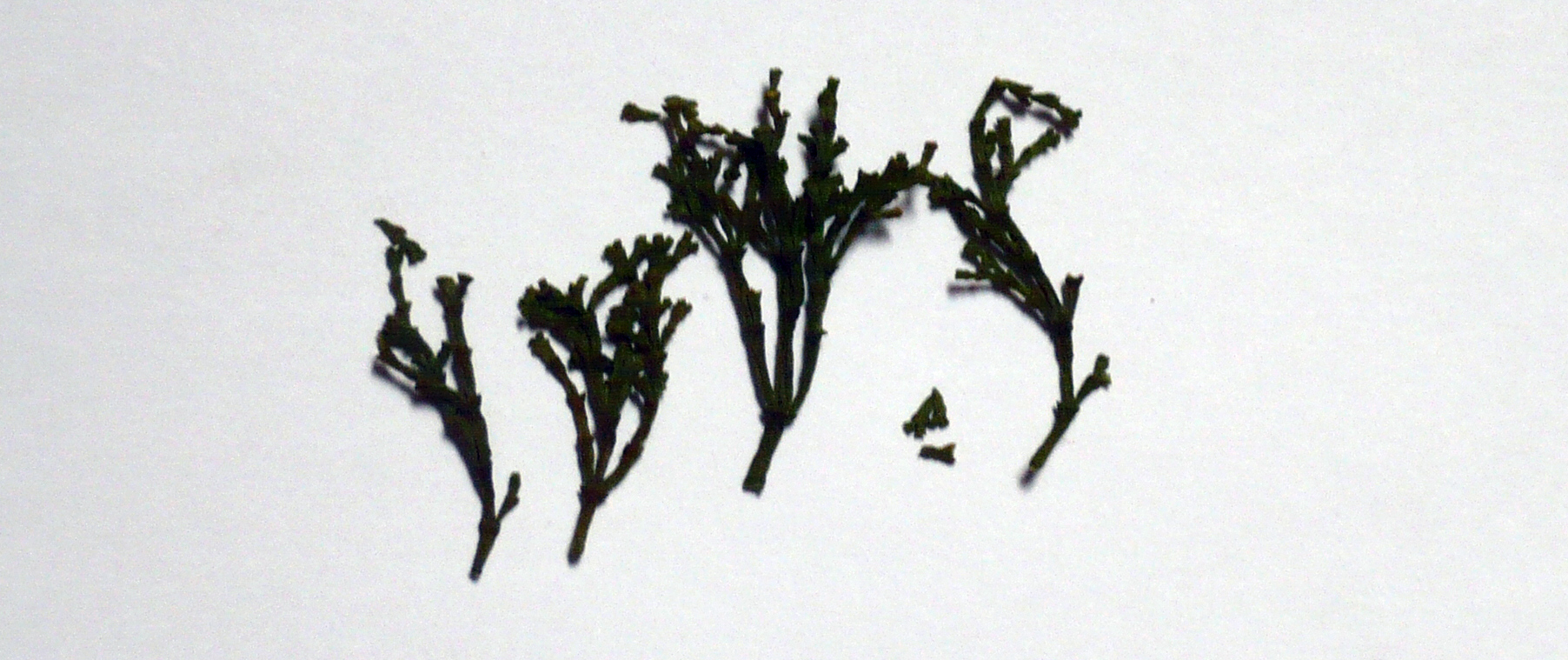
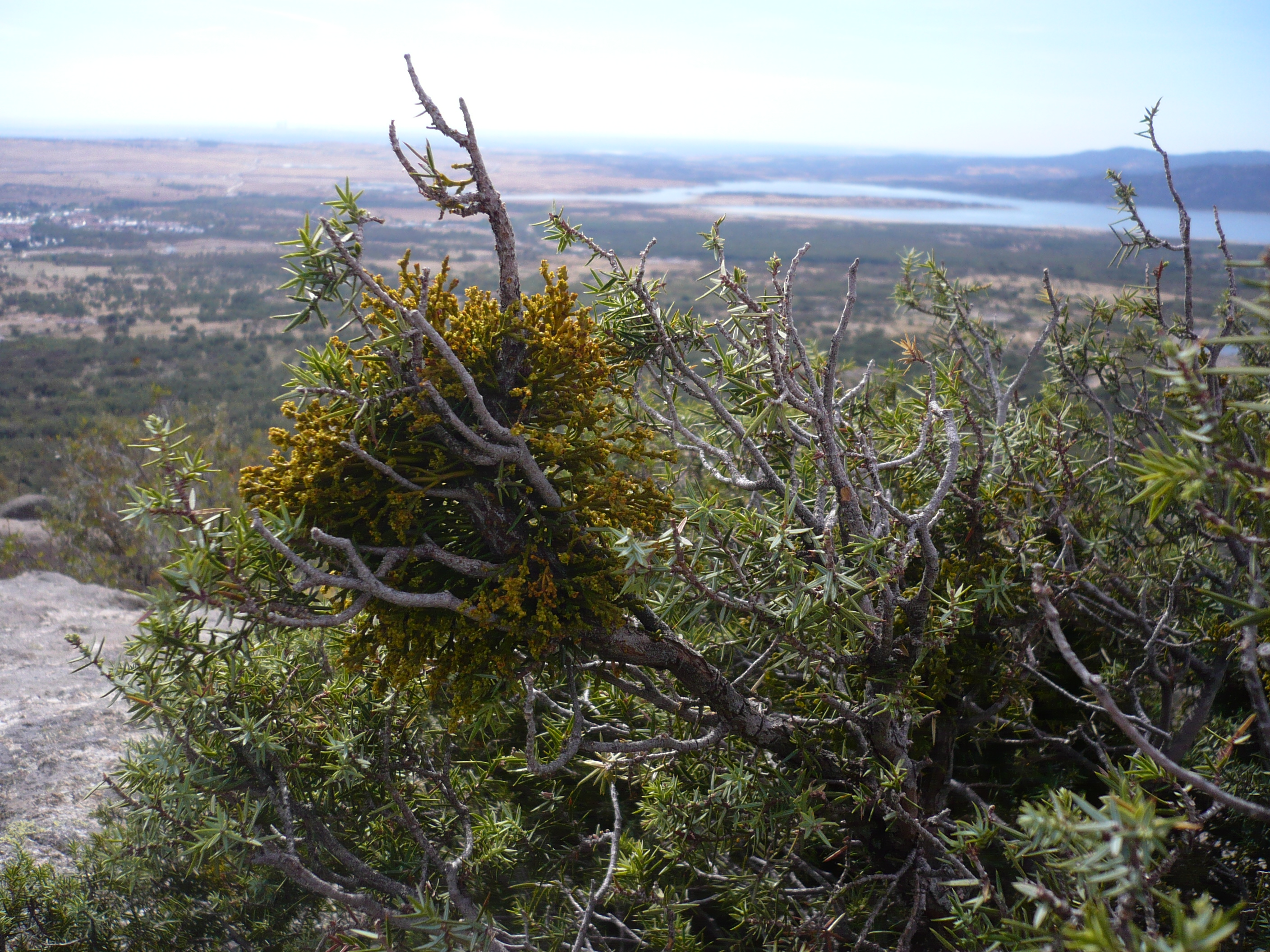